# Castelnau-Pégayrols
Castelnau-Pégayrols – miejscowość i gmina we Francji, w regionie Oksytania, w departamencie Aveyron. W 2013 roku jej populacja wynosiła 343 mieszkańców. Przez gminę przepływa rzeka Vioulou. Gmina położona jest na terenie Parku Regionalnego Grands Causses. 

## Zabytki
Zabytki w miejscowości posiadające status monument historique:
- zamek (fr. Château de Castelnau-Pégayrols)
- kościół Matki Boskiej (fr. Église Notre-Dame)
- kościół św. Michała (fr. Église Saint-Michel)
- średniowieczna sieć hydrauliczna (fr. Réseau hydraulique médiéval)